# Frankrijk op de Olympische Zomerspelen 1976
Frankrijk nam deel aan de Olympische Zomerspelen 1976 in Montréal, Canada. Net als tijdens de vorige editie werden twee gouden medailles gewonnen. Het totale aantal medailles ging echter met vier omlaag.

## Medailleoverzicht
| Sport         | Olympiër(s)                                                                                 | Onderdeel               | Medaille |
| ------------- | ------------------------------------------------------------------------------------------- | ----------------------- | -------- |
| Atletiek      | Guy Drut                                                                                    | 110m horden (m)         | Goud     |
| Paardensport  | Hubert Parot Michel Roche Marc Roguet Marcel Rozier                                         | springconcours team (m) | Goud     |
| Gewichtheffen | Daniel Senet                                                                                | -67,5kg (m)             | Zilver   |
| Schermen      | Brigitte Dumont Brigitte Gaudin-Latrille Claudie Josland Christine Muzio Véronique Trinquet | floret team (v)         | Zilver   |
| Wielersport   | Daniel Morelon                                                                              | sprint (m)              | Zilver   |
| Judo          | Patrick Vial                                                                                | -70kg (m)               | Brons    |
| Schermen      | Bernard Talvard                                                                             | floret (m)              | Brons    |
| Schermen      | Daniel Revenu Frédéric Pietruszka Christian Nöel Didier Flament Bernard Talvard             | floret (m)              | Brons    |
| Turnen        | Henry Boërio                                                                                | rekstok (m)             | Brons    |

## Deelnemers en resultaten

### Atletiek
| Olympiër                                                                 | Onderdeel                | Resultaat | Prestatie                                                                                            |
| ------------------------------------------------------------------------ | ------------------------ | --------- | --- |
| Jean-Claude Amoureux                                                     | 100m (m)                 | 38e       | serie 3: 5de in 10,75                                                                                |
| Dominique Chauvelot                                                      | 100m (m)                 | 43e       | serie 2: 5de in 10,79                                                                                |
| Gilles Échevin                                                           | 100m (m)                 | 30e       | serie 8: 1ste in 10,53 kwartfinale 1: 8ste in 12,00                                                  |
| Joseph Arame                                                             | 200m (m)                 | 13e       | serie 5: 3de in 21,34 kwartfinale 3: 3de in 21,04 halve finale 2: 6de in 21,29                       |
| Jean Mayer                                                               | 200m (m)                 | 31e       | serie 8: 3de in 21,25 kwartfinale 4: 8ste in 24,27                                                   |
| José Marajo                                                              | 800m (m)                 | 32e       | serie 5: 5de in 1.49,60                                                                              |
| Marcel Philippe                                                          | 800m (m)                 | 35e       | serie 6: 7de in 1.50,81                                                                              |
| Roqui Sanchez                                                            | 800m (m)                 | DSQ       | serie 4: gediskwalificeerd                                                                           |
| Francis Gonzalez                                                         | 1500m (m)                | 12e       | serie 3: 5de in 3.38,59 halve finale 2: 6de in 3.40,73                                               |
| Jacques Boxberger                                                        | 5000m (m)                | 20e       | serie 3: 10de in 13.36,94                                                                            |
| Jean-Marie Conrath                                                       | 5000m (m)                | 18e       | serie 1: 5de in 13.34,39                                                                             |
| Jean-Paul Gomez                                                          | 10000m (m)               | 9e        | serie 1: 2de in 28.10,52 finale: 9de in 28.24,07                                                     |
| Pierre Lévisse                                                           | 10000m (m)               | 33e       | serie 2: 12de in 30.07,84                                                                            |
| Lucien Rault                                                             | 10000m (m)               | 31e       | serie 3: 11de in 29.40,76                                                                            |
| Jean-Pierre Corval                                                       | 110m horden (m)          | 12e       | serie 1: 4de in 14,00 halve finale 1: 7de in 13,97                                                   |
| Guy Drut                                                                 | 110m horden (m)          | Goud      | serie 2: 3de in 14,04 halve finale 2: 2de in 13,49 finale: 1ste in 13,30                             |
| Jean-Claude Nallet                                                       | 400m horden (m)          | 9e        | serie 1: 3de in 50,77 halve finale 2: 5de in 50,08                                                   |
| Jean-Pierre Perrinelle                                                   | 400m horden (m)          | 13e       | serie 2: 3de in 50,78 halve finale 1: 6de in 50,82                                                   |
| Jean-Paul Villain                                                        | 3000m steeplechase (m)   | 15e       | serie 1: 7de in 8.35,03                                                                              |
| Jean-Claude Amoureux Joseph Arame Lucien Sainte-Rose Dominique Chauvelot | 4x100m (m)               | 7e        | serie 3: 2de in 39,71 halve finale 2: 2de in 39,33 finale: 7de in 39,16                              |
| Hugues Roger Roger Velasquez Francis Kerbiriou Hector Llatser            | 4x400m (m)               | 9e        | serie 2: 4de in 3.05,48                                                                              |
| Fernand Kolbeck                                                          | marathon (m)             | 34e       | 2:22.56                                                                                              |
| Gérard Lelièvre                                                          | 20km snelwandelen (m)    | 9e        | 1:29.53,6                                                                                            |
| Philippe Deroche                                                         | verspringen (m)          | 26e       | kwalificatie groep A: 16de met 7,38m                                                                 |
| Jean-Pierre Perrinelle                                                   | verspringen (m)          | 4e        | kwalificatie groep A: 8ste met 7,82m finale: 4de met 8,00m                                           |
| Bernard Lamitié                                                          | hink-stap-springen (m)   | 11e       | kwalificatie groep A: 7de met 16,39m finale: 11de met 16,23m                                         |
| Jacques Aletti                                                           | hoogspringen (m)         | 29e       | kwalificatie groep B: 12de met 2,05m                                                                 |
| Paul Poaniéwa                                                            | hoogspringen (m)         | 24e       | kwalificatie groep B: 10de met 2,05m                                                                 |
| Patrick Abada                                                            | polsstokhoogspringen (m) | 4e        | kwalificatie groep B: 1ste met 5,10m finale: 4de met 5,45m                                           |
| Jean-Michel Bellot                                                       | polsstokhoogspringen (m) | 7e        | kwalificatie groep A: 12de met 5,10m finale: 7de met 5,40m                                           |
| François Tracanelli                                                      | polsstokhoogspringen (m) | DNF       | kwalificatie groep B: 1ste met 5,10m finale: geen geldige poging                                     |
| Yves Brouzet                                                             | kogelstoten (m)          | 14e       | kwalificatie groep A: 7de met 19,14m                                                                 |
| Jacques Accambray                                                        | kogelslingeren (m)       | 9e        | kwalificatie groep B: 2de met 70,72m finale: 9de met 70,44m                                          |
| Philippe Bobin                                                           | tienkamp (m)             | 14e       | 7580 punten                                                                                          |
| Gilles Gémise-Fareau                                                     | tienkamp (m)             | 17e       | 7486 punten                                                                                          |
|                                                                          |                          |           | |
| Sylviane Telliez                                                         | 100m (v)                 | 24e       | serie 5: 3de in 11,47 kwartfinale 1: 6de in 11,64                                                    |
| Catherine Delachanal                                                     | 200m (v)                 | 19e       | serie 4: 2de in 23,38 kwartfinale 3: 5de in 23,65                                                    |
| Chantal Réga                                                             | 200m (v)                 | center>8e | serie 3: 4de in 23,54 kwartfinale 2: 4de in 23,33 halve finale 2: 4de in 23,00 finale: 8ste in 23,09 |
| Nadine Prévost                                                           | 100m horden (v)          | 14e       | serie 1: 4de in 13,70 halve finale 2: 6de in 13,95                                                   |
| Chantal Corbrejaud Catherine Delachanal Chantal Rega Sylvie Telliez      | 4x100m (v)               | 9e        | serie 1: 5de in 43,95                                                                                |

### Boksen
| Olympiër             | Onderdeel   | Resultaat | Prestatie                                                     |
| -------------------- | ----------- | --------- | ------------------------------------------------------------- |
| José Leroy           | -48kg (m)   | 17e       | 1ste ronde: V van EGY Abdelwahab: knock-out                   |
| Aldo Cosentino       | -54kg (m)   | 15e       | 1ste ronde: vrij 2de ronde: V van BUL Andreykovski: knock-out |
| Serge Thomas         | -57kg (m)   | 17e       | 1ste ronde: vrij 2de ronde: V van FRG Weller: 2-3             |
| Jean-Claude Ruiz     | -63,5kg (m) | 17e       | 1ste ronde: vrij 2de ronde: V van ROU Cutov: 0-5              |
| Jean-Pierre Malavasi | -75kg (m)   | 9e        | 1ste ronde: vrij 2de ronde: V van POL Pasiewicz: knock-out    |
| Hocine Tafer         | -81kg (m)   | 14e       | 1ste ronde: V van ARG Suarez: knock-out                       |

### Boogschieten
| Olympiër                   | Onderdeel       | Resultaat | Prestatie                                                                            |
| -------------------------- | --------------- | --------- | ------------------------------------------------------------------------------------ |
| Albert Le Tyrant           | individueel (m) | 12e       | 1ste ronde: 13de met 1190 punten 2de ronde: 13de met 1218 punten totaal: 2408 punten |
|                            |                 |           |                                                                                      |
| Marie-Christine Ventrillon | individueel (v) | 17e       | 1ste ronde: 11de met 1163 punten 2de ronde: 19de met 1135 punten totaal: 2298 punten |

### Gewichtheffen
| Olympiër             | Onderdeel   | Resultaat | Prestatie                                                        |
| -------------------- | ----------- | --------- | ---------------------------------------------------------------- |
| Jean-Claude Chavigny | -56kg (m)   | 9e        | trekken: 10de met 102,5kg stoten: 9de met 132,5kg totaal: 245kg  |
| Serge Stresser       | -56kg (m)   | 12e       | trekken: 14de met 97,5kg stoten: 13de met 127,5kg totaal: 225kg  |
| Dominique Bidard     | -60kg (m)   | 11e       | trekken: 12de met 105kg stoten: 9de met 140kg totaal: 245kg      |
| Roland Chavigny      | -67,5kg (m) | 8e        | trekken: 3de met 130kg stoten: 8ste met 155kg totaal: 285kg      |
| Daniel Senet         | -67,5kg (m) | Zilver    | trekken: 1ste met 135kg (OR) stoten: 3de met 165kg totaal: 300kg |
| Christian Kinck      | -75kg (m)   | 14e       | trekken: 13de met 130kg stoten: 15de met 155kg totaal: 285kg     |
| Yvon Coussin         | -90kg (m)   | 7e        | trekken: 7de met 152,5kg stoten: 9de met 180kg totaal: 332,5kg   |
| Pierre Gourrier      | -110kg (m)  | 4e        | trekken: 10de met 157,5kg stoten: 2de met 215kg totaal: 372,5kg  |

### Judo
| Olympiër        | Onderdeel       | Resultaat | Prestatie |
| --------------- | --------------- | --------- | --- |
| Yves Delvingt   | -63kg (m)       | 10e       | 1ste ronde: W van ECU del Valle 2de ronde: W van JPN Minami kwartfinale: V van ITA Mariani                                                   |
| Patrick Vial    | -70kg (m)       | Brons     | 1ste ronde: vrij 2de ronde: W van USA Burris kwartfinale: W van GDR Hötger halve finale: V van JPN Kuramoto herkansingen: W van GBR Morrison |
| Jean-Paul Coche | -80kg (m)       | 13e       | |
| Jean-Luc Rougé  | -93kg (m)       | 10e       | |
| Rémi Berthet    | +93kg (m)       | 12e       | |
| Jean-Luc Rougé  | open klasse (m) | 5e        | |

### Kanovaren
| Olympiër                              | Onderdeel     | Resultaat | Prestatie                                                                                                   |
| ------------------------------------- | ------------- | --------- | --- |
| Roland Iche                           | C-1 500m (m)  | 9e        | serie 2: 8ste in 2.20,85 herkansingen: 2de in 2.06,47 halve finale 2: 3de in 2.10,18 finale: 9de in 2.04,27 |
| Roland Iche                           | C-1 1000m (m) | 9e        | serie 1: 4de in 4.20,13 herkansingen: 1ste in 4.15,51 halve finale 3: 2de in 4.18,30 finale: 6de in 4.18,23 |
| Gérald Delacroix Jean-François Millot | C-2 500m (m)  | 5e        | serie 1: 6de in 2.02,78 herkansingen: 2de in 1.53,81 halve finale 2: 3de in 1.50,81 finale: 5de in 1.49,74  |
| Alain Acart Jean-Paul Cézard          | C-2 1000m (m) | 10e       | serie 2: 4de in 3.51,35 herkansingen: 2de in 3.51,71 halve finale 2: 4de in 3.59,80 finale: 5de in 1.49,74  |
| Alain Lebas                           | K-1 500m (m)  | 9e        | serie 1: 7de in 2.05,46 herkansingen: 3de in 1.53,41 halve finale 1: 3de in 1.54,64 finale: 9de in 1.50,48  |
| Patrick Genestier                     | K-1 1000m (m) | 15e       | serie 1: 5de in 4.09,79 herkansingen: 1ste in 3.59,85 halve finale 3: 5de in 3.55,61 finale: 9de in 1.50,48 |
| Bruno Bicocchi Antoine Cipriani       | K-2 500m (m)  | 14e       | serie 1: 4de in 1.45,40 herkansingen: 2de in 1.44,98 halve finale 3: 5de in 1.43,36                         |
| Jean-Paul Hanquier Alain Lebas        | K-2 1000m (m) | 4e        | serie 3: 8ste in 4.00,72 herkansingen: 2de in 3.33,92 halve finale 1: 3de in 3.28,48 finale: 4de in 3.33,05 |
|                                       |               |           | |
| Françoise Bonetat                     | K-1 500m (v)  | 13e       | serie 1: 8ste in 2.22,38 herkansingen: 4de in 2.11,61                                                       |
| Sylvaine Deltour Anne-Marie Loriot    | K-2 500m (v)  | 10e       | serie 1: 5de in 2.06,12 herkansingen: 2de in 2.00,70 halve finale 2: 4de in 1.55,75                         |

### Moderne vijfkamp
| Olympiër                                   | Onderdeel   | Resultaat | Prestatie    |
| ------------------------------------------ | ----------- | --------- | ------------ |
| Alain Cortes                               | individueel | 12e       | 5133 punten  |
| Michel Gueguen                             | individueel | 33e       | 4825 punten  |
| Claude Guiguet                             | individueel | 28e       | 4859 punten  |
| Alain Cortes Michel Gueguen Claude Guiguet | team        | 9e        | 14834 punten |

### Paardensport
| Olympiër                                                          | Onderdeel   | Resultaat | Prestatie          |
| Dressuur                                                          | Dressuur    | Dressuur  | Dressuur           |
| ----------------------------------------------------------------- | ----------- | --------- | ------------------ |
| Dominique d'Esmé                                                  | individueel | 20e       | 1391 punten        |
| Eventing                                                          |             |           |                    |
| Dominique Bentejac                                                | individueel | DNF       | niet gefinisht     |
| Jean-Yves Touzaint                                                | individueel | 18e       | 224,11 strafpunten |
| Thierry Touzaint                                                  | individueel | DNF       | niet gefinisht     |
| Jean Valat                                                        | individueel | 7e        | 187,70 strafpunten |
| Dominique Bentejac Jean-Yves Touzaint Thierry Touzaint Jean Valat | team        | DNF       | niet gefinisht     |
| Springconcours                                                    |             |           |                    |
| Hubert Parot                                                      | individueel | 17e       | 28,25 strafpunten  |
| Marc Roguet                                                       | individueel | 41e       | 36 strafpunten     |
| Marcel Rozier                                                     | individueel | 5e        | 16 strafpunten     |
| Hubert Parot Michel Roche Marc Roguet Marcel Rozier               | team        | Goud      | 40 strafpunten     |

### Roeien
| Olympiër                                                                                | Onderdeel       | Resultaat | Prestatie                                                                        |
| --------------------------------------------------------------------------------------- | --------------- | --------- | -------------------------------------------------------------------------------- |
| Jean-Noël Ribot Jean-Michel Izart                                                       | dubbel-twee (m) | 6e        | serie 2: 3de in 6.44,04 halve finale 2: 3de in 6.30,83 finale: 6de in 7.50,18    |
| Yves Fraisse Jean-Claude Coucardon Antoine Gambert                                      | twee-met (m)    | 9e        | serie 2: 1ste in 7.35,91 halve finale 1: 4de in 7.06,70 finale B: 3de in 8.12,66 |
| Roland Weill Roland Thibaut Patrick Morineau Charles Imbert                             | dubbel-vier (m) | 7e        | serie 2: 4de in 5.58,92 herkansingen: 3de in 5.53,55 finale B: 1ste in 6.28,60   |
| Bernard Bruand Serge Fornara Lionel Girard Jean-Jacques Mulot Jean-Pierre Huguet-Balent | vier-met (m)    | 9e        | serie 1: 3de in 6.42,14 halve finale 1: 6de in 6.19,61 finale B: 3de in 6.52,13  |
|                                                                                         |                 |           |                                                                                  |
| Annick Anthoine                                                                         | skiff (v)       | 7e        | serie 1: 4de in 3.55,14 herkansingen: 3de in 4.14,00 finale B: 1ste in 4.19,14   |
| Josiane Rabiller Françoise Wittington                                                   | dubbel-twee (v) | 9e        | serie 2: 3de in 3.31,38 herkansingen: 3de in 3.43,00 finale B: 3de in 4.05,14    |

### Schermen
| Olympiër | Onderdeel       | Resultaat | Prestatie |
| --- | --------------- | --------- | --- |
| Philippe Boisse                                                                                             | degen (m)       | 12e       | 1ste ronde groep 11: 2de met 4 overwinningen 2de ronde groep 6: 2de met 4 overwinningen halve finale 1: 4de met 2 overwinningen                                  |
| Jacques La Degaillerie                                                                                      | degen (m)       | 50e       | 1ste ronde groep 4: 4de met 1 overwinning |
| Philippe Riboud                                                                                             | degen (m)       | 37e       | 1ste ronde groep 12: 4de met 3 overwinningen |
| Philippe Boisse François Jeanne Philippe Riboud Jacques La Degaillerie                                      | degen team (m)  | 9e        | 1ste ronde groep 2: 2de met 2 overwinningen 2de ronde groep 2: 2de met 0 overwinningen                                                                           |
| Christian Noël                                                                                              | floret (m)      | 8e        | 1ste ronde groep 1: 1ste met 6 overwinningen 2de ronde groep 1: 1ste met 4 overwinningen halve finale 4: 1ste met 5 overwinningen                                |
| Frédéric Pietruszka                                                                                         | floret (m)      | 5e        | 1ste ronde groep 5: 1ste met 4 overwinningen 2de ronde groep 3: 1ste met 4 overwinningen halve finale 2: 3de met 3 overwinningen finale: 5de met 2 overwinningen |
| Bernard Talvard                                                                                             | floret (m)      | Brons     | 1ste ronde groep 2: 3de met 4 overwinningen 2de ronde groep 5: 1ste met 4 overwinningen halve finale 3: 4de met 2 overwinningen finale: 3de met 3 overwinningen  |
| Daniel Revenu Christian Noël Didier Flament Bernard Talvard Frédéric Pietruszka                             | floret team (m) | Brons     | 1ste ronde groep 2: 1ste met 2 overwinningen kwartfinale 1: 1ste met 1 overwinning halve finale 1: 2de met 0 overwinningen finale: 3de                           |
| Philippe Bena                                                                                               | sabel (m)       | 28e       | 1ste ronde groep 9: 2de met 4 overwinningen 2de ronde groep 5: 5de met 1 overwinning                                                                             |
| Régis Bonissent                                                                                             | sabel (m)       | 19e       | 1ste ronde groep 1: 3de met 2 overwinningen 2de ronde groep 3: 4de met 2 overwinningen halve finale 2: 6de met 2 overwinningen                                   |
| Patrick Quivrin                                                                                             | sabel (m)       | 16e       | 1ste ronde groep 7: 3de met 2 overwinningen 2de ronde groep 2: 4de met 3 overwinningen halve finale 1: 4de met 2 overwinningen                                   |
| Philippe Bena Régis Bonissent Bernard Dumont Didier Flament Patrick Quivrin                                 | sabel team (m)  | 7e        | 1ste ronde groep 1: 2de met 1 overwinning kwartfinale 1: 2de met 0 overwinningen                                                                                 |
| |                 |           | |
| Brigitte Gapais-Dumont                                                                                      | floret (v)      | 4e        | 1ste ronde groep 7: 1ste met 5 overwinningen 2de ronde groep 1: 4de met 2 overwinningen halve finale 4: 2de met 4 overwinningen finale: 4de met 2 overwinningen  |
| Claudie Herbster-Josland                                                                                    | floret (v)      | 10e       | 1ste ronde groep 1: 2de met 3 overwinningen 2de ronde groep 2: 1ste met 4 overwinningen halve finale 2: 4de met 2 overwinningen                                  |
| Brigitte Latrille-Gaudin                                                                                    | floret (v)      | 21e       | 1ste ronde groep 9: 1ste met 4 overwinningen 2de ronde groep 6: 2de met 3 overwinningen halve finale 3: 5de met 1 overwinning                                    |
| Brigitte Latrille-Gaudin Brigitte Gapais-Dumont Christine Muzio Véronique Trinquet Claudie Herbster-Josland | floret team (v) | Zilver    | 1ste ronde groep 2: 1ste met 2 overwinningen kwartfinale 4: 1ste met 1 overwinning halve finale 2: 1ste met 1 overwinning finale: 2de                            |

### Schietsport
| Olympiër                | Onderdeel              | Resultaat | Prestatie                        |
| ----------------------- | ---------------------- | --------- | -------------------------------- |
| Yves Delnord            | 50m geweer 3 houdingen | 48e       | 1110 punten: (387-382-341)       |
| Gilbert Emptaz          | 50m geweer 3 houdingen | 31e       | 1131 punten: (395-382-354)       |
| Gilbert Emptaz          | 50m geweer liggend     | 37e       | 587 punten: (97-98-100-98-97-97) |
| Jacques Pichon          | 50m geweer liggend     | 20e       | 590 punten: (98-98-97-99-99-99)  |
| Jean Faggion            | 50m pistool            | 11e       | 554 punten: (88-95-94-94-94-89)  |
| André Porthault         | 50m pistool            | 14e       | 551 punten: (92-95-97-90-82-96)  |
| Jean Baumann            | 25m snelvuurpistool    | 27e       | 585 punten: (291-294)            |
| Élie Pénot              | skeet                  | 11e       | 190 punten                       |
| Jean-François Petitpied | skeet                  | 8e        | 194 punten                       |
| Bernard Blondeau        | trap                   | 8e        | 182 punten                       |
| Michel Carrega          | trap                   | 31e       | 167 punten                       |

### Schoonspringen
| Olympiër     | Onderdeel     | Resultaat | Prestatie                          |
| ------------ | ------------- | --------- | ---------------------------------- |
| Alain Goosen | 3m plank (m)  | 24e       | voorronde: 24ste met 441,36 punten |
| Joël Suty    | 10m toren (m) | 20e       | voorronde: 20ste met 426,72 punten |

### Turnen
| Olympiër                                                                        | Onderdeel                | Resultaat | Prestatie                                                              |
| ------------------------------------------------------------------------------- | ------------------------ | --------- | ---------------------------------------------------------------------- |
| Henri Boério                                                                    | rekstok (m)              | Brons     | kwalificatie: 5de met 19,35 punten finale: 23ste met 110,500 punten    |
| Henri Boério                                                                    | individuele meerkamp (m) | 23e       | kwalificatie: 19de met 112,90 punten finale: 3de met 19,475 punten     |
| Michel Boutard                                                                  | individuele meerkamp (m) | 75e       | kwalificatie: 75ste met 105,25 punten                                  |
| Patrick Boutet                                                                  | individuele meerkamp (m) | 80e       | kwalificatie: 80ste met 104,80 punten                                  |
| Bernard Decoux                                                                  | individuele meerkamp (m) | 70e       | kwalificatie: 70ste met 106,15 punten                                  |
| Eric Koloko                                                                     | individuele meerkamp (m) | 24e       | kwalificatie: 56ste met 108,25 punten finale: 30ste met 109,775 punten |
| Willi Moy                                                                       | individuele meerkamp (m) | 24e       | kwalificatie: 42ste met 109,50 punten finale: 33ste met 109,500 punten |
| Henri Boério Michel Boutard Patrick Boutet Bernard Decoux Eric Koloko Willi Moy | meerkamp team (m)        | 10e       | 546,45 punten                                                          |
|                                                                                 |                          |           |                                                                        |
| Martine Audin                                                                   | individuele meerkamp (v) | 73e       | kwalificatie: 73ste met 72,15 punten                                   |
| Nadine Audin                                                                    | individuele meerkamp (v) | 68e       | kwalificatie: 68ste met 72,60 punten                                   |
| Chantal Seggiaro                                                                | individuele meerkamp (v) | 74e       | kwalificatie: 74ste met 71,95 punten                                   |

### Voetbal
| Olympiër | Onderdeel | Resultaat | Prestatie                                                              |
| --- | --------- | --------- | ---------------------------------------------------------------------- |
| Jean-Claude Larrieu Henri Orlandini Patrick Battiston Claude Chazottes Francis Meynieu Michel Pottier Alexandre Stassievitch Henri Zambelli Michel Cougé Jean Fernandez Michel Platini Francisco Rubio Loïc Amisse Bruno Baronchelli Éric Pécout Olivier Rouyer Jean-Marc Schaer | mannen    | 24e       | groep B: 1ste W van Mexico: 4-1 W van Guatemala: 4-1 G van Israël: 1-1 |

| Groep B |           |             |             |             |             |            |            |            |        |
| #       | Land      | Wedstrijden | Wedstrijden | Wedstrijden | Wedstrijden | Doelpunten | Doelpunten | Doelpunten | Punten |
| #       | Land      | G           | W           | G           | V           | V          | T          | Saldo      | Punten |
| 1       | Frankrijk | 3           | 2           | 1           | 0           | 9          | 3          | +6         | 5      |
| 2       | Israël    | 3           | 0           | 3           | 0           | 3          | 3          | 0          | 3      |
| 3       | Mexico    | 3           | 0           | 2           | 1           | 4          | 7          | -3         | 2      |
| 4       | Guatemala | 3           | 0           | 2           | 1           | 2          | 5          | -3         | 2      |

| Ronde       | Datum      | Plaats    | Land | Score     | Land |
| ----------- | ---------- | --------- | ---- | --------- | ---- |
| Groepsfase  |            |           |      |           |      |
| 19 juli     | Ottawa     | Frankrijk | 4-1  | Mexico    |      |
| 21 juli     | Sherbrooke | Frankrijk | 4-1  | Guatemala |      |
| 23 juli     | Montréal   | Frankrijk | 1-1  | Israël    |      |
| Kwartfinale |            |           |      |           |      |
| 25 juli     | Ottawa     | DDR       | 4-0  | Frankrijk |      |

### Wielersport
| Olympiër                                                           | Onderdeel                     | Resultaat | Prestatie |
| Baan                                                               | Baan                          | Baan      | Baan |
| ------------------------------------------------------------------ | ----------------------------- | --------- | --- |
| Daniel Morelon                                                     | sprint (m)                    | Zilver    | serie 2: W van THA Tarwan: 11,46 2de ronde serie 1: 1ste in 11,29 kwartfinale: W van URS Kravtsov: 2-0 halve finale: W van FRG Berkmann: 2-0 finale: V van TCH Tkac: 1-2 |
| Eric Vermeulen                                                     | tijdrit (m)                   | 5e        | 1.07,846 |
| Jean-Jacques Rebière                                               | individuele achtervolging (m) | 11e       | kwalificatie: 15de serie 7: V van GDR Huschke: 4.57,37 |
| Paul Bonno Jean-Marcel Brouzes Jean-Jacques Rebière Pierre Trentin | ploegenachtervolging (m)      | 9e        | kwalificatie: 9de |
| Weg                                                                |                               |           | |
| Jean-René Bernaudeau                                               | wegwedstrijd (m)              | 7e        | 4:47.23,0 |
| René Bittinger                                                     | wegwedstrijd (m)              | DNF       | niet gefinisht |
| Francis Duteil                                                     | wegwedstrijd (m)              | DNF       | niet gefinisht |
| Christian Jourdan                                                  | wegwedstrijd (m)              | DNF       | niet gefinisht |
| Claude Buchon Loic Gautier Jean-Paul Maho Jean-Michel Richeux      | ploegentijdrit (m)            | 20e       | 2:19.43 |

### Worstelen
| Olympiër          | Onderdeel   | Resultaat   | Prestatie                                                                                        |
| Vrije stijl       | Vrije stijl | Vrije stijl | Vrije stijl                                                                                      |
| ----------------- | ----------- | ----------- | ------------------------------------------------------------------------------------------------ |
| Diego Lo Brutto   | -52kg (m)   | 14e         | 1ste ronde: V van PRK Li 2de ronde: V van HUN Gal                                                |
| Théodule Toulotte | -62kg (m)   | 13e         | 1ste ronde: W van ECU Teran 2de ronde: V van USA Davis 3de ronde: V van MGL Oidov                |
| André Bouchoule   | -82kg (m)   | 14e         | 1ste ronde: V van FRG Seger: 5-18 2de ronde: V van USA Peterson: gediskwalificeerd               |
| Michel Grangier   | -90kg (m)   | 14e         | 1ste ronde: V van CAN Paice 2de ronde: V van IRI Soleimani: 7-21                                 |
| Grieks-Romeins    |             |             |                                                                                                  |
| Lionel Lacaze     | -62kg (m)   | 13e         | 1ste ronde: V van URS Davidjan 2de ronde: V van SWE Malmkvist: 2-13                              |
| André Bouchoule   | -82kg (m)   | 10e         | 1ste ronde: V van BUL Kolev: 2-16 2de ronde: W van CAN Cummings 3de ronde: V van TCH Janota: 2-7 |
| Michel Grangier   | -90kg (m)   | 11e         | 1ste ronde: V van URS Rezantsev: gediskwalificeerd 2de ronde: V van FRG Theobald: 4-11           |

### Zeilen
| Olympiër                                       | Onderdeel       | Resultaat | Prestatie                                |
| ---------------------------------------------- | --------------- | --------- | ---------------------------------------- |
| Serge Maury                                    | finn            | 10e       | 88,0 punten: (5-DSQ-20-2-7-10-14)/small> |
| Marc Laurent Roger Surmin                      | 470             | 8e        | 79,4 punten: (9-3-7-18-6-12-10)/small>   |
| Yves Pajot Marc Pajot                          | flying dutchman | 8e        | 72,0 punten: (4-5-8-8-15-7-7)/small>     |
| Chris De Cazenove Bruno De Cazenove            | tornado         | 10e       | 76,7 punten: (7-9-7-11-8-5-6)/small>     |
| Patrick Haegeli Patrick Oeuvrard Bruno Trouble | soling          | 7e        | 64,0 punten: (1-13-1-5-17-11-12)/small>  |

### Zwemmen
| Olympiër                                                            | Onderdeel             | Resultaat | Prestatie                                               |
| ------------------------------------------------------------------- | --------------------- | --------- | ------------------------------------------------------- |
| René Écuyer                                                         | 100m vrije slag (m)   | 12e       | serie 2: 4de in 53,20 halve finale 1: 7de in 52,92      |
| Michael Rousseau                                                    | 100m vrije slag (m)   | 9e        | serie 6: 2de in 52,43 halve finale 2: 5de in 52,36      |
| Pierre Andraca                                                      | 400m vrije slag (m)   | 9e        | serie 1: 1ste in 4.00,34                                |
| Lionel Beylot-Bourcelot                                             | 100m rugslag (m)      | 27e       | serie 4: 7de in 1.01,58                                 |
| Serge Buttet                                                        | 100m vlinderslag (m)  | 29e       | serie 2: 4de in 58,37                                   |
| Marc Lazzaro Benôit Laffineur Colin Ress Fabien Noël                | 4x200m vrije slag (m) | 10e       | serie 1: 5de in 7.47,39                                 |
|                                                                     |                       |           |                                                         |
| Guylaine Berger                                                     | 100m vrije slag (v)   | 15e       | serie 3: 2de in 58,79 halve finale 1: 8ste in 58,62     |
| Guylaine Berger                                                     | 200m vrije slag (v)   | 19e       | serie 5: 4de in 2.06,74                                 |
| Sylvie Testuz                                                       | 100m rugslag (v)      | 24e       | serie 1: 5de in 1.07,62                                 |
| Annick de Susini                                                    | 100m schoolslag (v)   | 16e       | serie 1: 2de in 1.15,79 halve finale 1: 8ste in 1.16,30 |
| Annick de Susini                                                    | 200m schoolslag (v)   | 26e       | serie 3: 5de in 2.45,63                                 |
| Guylaine Berger Sylvie Le Noach Caroline Carpentier Chantal Schertz | 4x100m vrije slag (v) | 6e        | serie 1: 3de in 3.56,89 finale: 6de in 3.56,73          |
| Sylvie Testuz Annick de Susini Pascale Ducongé Guylaine Berger      | 4x100m wisselslag (v) | 9e        | serie 2: 4de in 4.26,48                                 |

Amerikaanse Maagdeneilanden · Andorra · Antigua en Barbuda · Argentinië · Australië · Bahama's · Barbados · België · Belize · Bermuda · Bolivia · Bondsrepubliek Duitsland · Brazilië · Bulgarije · Canada · Chili · Colombia · Costa Rica · Cuba · Denemarken · Dominicaanse Republiek · Duitse Democratische Republiek · Ecuador · Egypte · Fiji · Filipijnen · Finland · Frankrijk · Griekenland · Groot-Brittannië · Guatemala · Haïti · Honduras · Hongarije · Hongkong · Ierland · IJsland · India · Indonesië · Iran · Israël · Italië · Ivoorkust · Jamaica · Japan · Joegoslavië · Kaaimaneilanden · Kameroen · Koeweit · Libanon · Liechtenstein · Luxemburg · Maleisië · Marokko · Mexico · Monaco · Mongolië · Nederland · Nederlandse Antillen · Nepal · Nicaragua · Nieuw-Zeeland · Noord-Korea · Noorwegen · Oostenrijk · Pakistan · Panama · Papoea-Nieuw-Guinea · Paraguay · Peru · Polen · Portugal · Puerto Rico · Roemenië · San Marino · Saoedi-Arabië · Senegal · Singapore · Sovjet-Unie · Spanje · Suriname · Thailand · Trinidad en Tobago · Tsjecho-Slowakije · Tunesië · Turkije · Uruguay · Venezuela · Verenigde Staten · Zuid-Korea · Zweden · Zwitserland